# ریچلند (میزوری)
ریچلند (به انگلیسی: Richland) یک شهر در ایالات متحده آمریکا است که در میزوری واقع شده‌است. ریچلند ۵٫۹۳ کیلومتر مربع مساحت و ۱٬۸۶۳ نفر جمعیت دارد و ۳۴۶ متر بالاتر از سطح دریا قرار دارد.